# 刺人参属
刺人参属（学名：Oplopanax）是五加科下的一个属，为多刺灌木植物。该属共有8种，分布亚洲东部与北美。

## 下属物种
本属包括以下物种：
- 刺人参 Oplopanax elatus (Nakai) Nakai
- 北美刺人参 Oplopanax horridus (Sm.) Miq.
- 日本刺人参 Oplopanax japonicus Nakai